# Opharus albijuncta
Opharus albijuncta là một loài bướm đêm thuộc phân họ Arctiinae, họ Erebidae.